# Helsinki Wolverines
Gli Helsinki Wolverines sono una squadra di football americano di Helsinki, in Finlandia; fondati nel 1995, hanno vinto 1 titolo nazionale maschile, 4 titoli nazionali femminili, 2 titoli di secondo livello, 1 titolo di terzo livello maschile e 1 femminile e 1 titolo a 7 giocatori (con la terza formazione).

## Dettaglio stagioni

### Tornei nazionali

#### Campionato

##### Vaahteraliiga
| Stagione | regular season | regular season | regular season | regular season | regular season | regular season | playoff | playoff | playoff | playoff | playoff | playoff       | playoff              |
|          | Vin            | Par            | Per            | Tot            | PF             | PS             | Vin     | Per     | Tot     | PF      | PS      | risultato     | avversaria           |
| -------- | -------------- | -------------- | -------------- | -------------- | -------------- | -------------- | ------- | ------- | ------- | ------- | ------- | ------------- | -------------------- |
| 2013     | 7              | 0              | 3              | 10             | 349            | 223            | 1       | 1       | 2       | 80      | 93      | Vaahteramalja | Helsinki Roosters    |
| 2014     | 2              | 0              | 8              | 10             | 155            | 544            | -       | -       | -       | -       | -       | -             | -                    |
| 2019     | 7              | 0              | 5              | 12             | 454            | 353            | 0       | 1       | 1       | 17      | 21      | Semifinale    | Kuopio Steelers      |
| 2020     | 3              | 0              | 2              | 5              | 136            | 161            | 1       | 1       | 2       | 42      | 62      | Vaahteramalja | Kuopio Steelers      |
| 2021     | 3              | 0              | 5              | 8              | 122            | 211            | -       | -       | -       | -       | -       | -             | -                    |
| 2022     | 8              | 0              | 4              | 12             | 413            | 198            | 0       | 1       | 1       | 21      | 28      | Semifinale    | Seinäjoki Crocodiles |
| 2023     | 0              | 0              | 12             | 12             | 63             | 638            | -       | -       | -       | -       | -       | -             | -                    |
| 2024     | 2              | 0              | 10             | 12             | 176            | 523            | -       | -       | -       | -       | -       | -             | -                    |
| Totale   | 32             | 0              | 49             | 81             | 1868           | 2851           | 2       | 4       | 6       | 160     | 204     |               |                      |

Fonti: Enciclopedia del Football - A cura di Massimo Mezzetti

##### Naisten Vaahteraliiga
| Stagione | regular season | regular season | regular season | regular season | regular season | regular season | playoff | playoff | playoff | playoff | playoff | playoff     | playoff                    |
|          | Vin            | Par            | Per            | Tot            | PF             | PS             | Vin     | Per     | Tot     | PF      | PS      | risultato   | avversaria                 |
| -------- | -------------- | -------------- | -------------- | -------------- | -------------- | -------------- | ------- | ------- | ------- | ------- | ------- | ----------- | -------------------------- |
| 2017     | 5              | 0              | 3              | 8              | 181            | 110            | 2       | 0       | 2       | 24      | 12      | Campionesse | Helsinki Roosters          |
| 2018     | 6              | 0              | 0              | 6              | 131            | 43             | 2       | 0       | 2       | 107     | 26      | Campionesse | Sankt Petersburg Valkyries |
| 2019     | 8              | 0              | 0              | 8              | 365            | 91             | 2       | 0       | 2       | 113     | 14      | Campionesse | Sankt Petersburg Valkyries |
| 2020     | 2              | 0              | 1              | 3              | 51             | 14             | 2       | 0       | 2       | 42      | 6       | Campionesse | Tampere Saints             |
| 2021     | 3              | 0              | 3              | 6              | 112            | 137            | 1       | 1       | 2       | 36      | 31      | Finale      | Turku Trojans              |
| 2022     | 10             | 0              | 0              | 10             | 437            | 94             | 1       | 1       | 2       | 26      | 23      | Finale      | Turku Trojans              |
| 2023     | 3              | 0              | 3              | 6              | 121            | 81             | 1       | 1       | 2       | 45      | 24      | Finale      | Turku Trojans              |
| 2024     | 3              | 0              | 5              | 8              | 189            | 148            | 1       | 1       | 2       | 14      | 45      | Finale      | Turku Trojans              |
| Totale   | 40             | 0              | 15             | 55             | 1597           | 718            | 12      | 4       | 16      | 407     | 181     |             |                            |

Fonti: Enciclopedia del Football - A cura di Massimo Mezzetti

##### I-divisioona
| Stagione | regular season | regular season | regular season | regular season | regular season | regular season | playoff | playoff | playoff | playoff | playoff | playoff       | playoff             |
|          | Vin            | Par            | Per            | Tot            | PF             | PS             | Vin     | Per     | Tot     | PF      | PS      | risultato     | avversaria          |
| -------- | -------------- | -------------- | -------------- | -------------- | -------------- | -------------- | ------- | ------- | ------- | ------- | ------- | ------------- | ------------------- |
| 2015     | 4              | 0              | 4              | 8              | 244            | 254            | 0       | 1       | 1       | 19      | 34      | Semifinale    | Hämeenlinna Huskies |
| 2016     | 7              | 0              | 1              | 8              | 393            | 125            | 1       | 1       | 2       | 89      | 67      | Spagettimalja | Hämeenlinna Huskies |
| 2017     | 7              | 0              | 1              | 8              | 436            | 149            | 1       | 1       | 2       | 88      | 70      | Spagettimalja | Kuopio Steelers     |
| 2018     | 8              | 0              | 0              | 8              | 452            | 217            | 2       | 0       | 2       | 91      | 24      | Campioni      | Kotka Eagles        |
| 2023     | 0              | 0              | 5              | 5              | 46             | 233            | -       | -       | -       | -       | -       | -             | -                   |
| Totale   | 26             | 0              | 11             | 37             | 1571           | 978            | 4       | 3       | 7       | 287     | 195     |               |                     |

Fonti: Enciclopedia del Football - A cura di Massimo Mezzetti

##### Naisten I-divisioona
| Stagione | regular season | regular season | regular season | regular season | regular season | regular season | playoff | playoff | playoff | playoff | playoff | playoff   | playoff    |
|          | Vin            | Par            | Per            | Tot            | PF             | PS             | Vin     | Per     | Tot     | PF      | PS      | risultato | avversaria |
| -------- | -------------- | -------------- | -------------- | -------------- | -------------- | -------------- | ------- | ------- | ------- | ------- | ------- | --------- | ---------- |
| 2015     | 2              | 0              | 6              | 8              | 90             | 319            | -       | -       | -       | -       | -       | -         | -          |
| 2016     | 5              | 0              | 3              | 8              | 136            | 123            | -       | -       | -       | -       | -       | -         | -          |
| 2018     | 2              | 0              | 5              | 7              | 107            | 219            | -       | -       | -       | -       | -       | -         | -          |
| 2019     | 0              | 0              | 6              | 6              | 18             | 277            | -       | -       | -       | -       | -       | -         | -          |
| 2020     | 0              | 0              | 4              | 4              | 0              | 195            | -       | -       | -       | -       | -       | -         | -          |
| 2021     | 1              | 0              | 5              | 6              | 8              | 212            | -       | -       | -       | -       | -       | -         | -          |
| 2022     | 2              | 0              | 3              | 6              | 82             | 104            | -       | -       | -       | -       | -       | -         | -          |
| 2022     | 4              | 0              | 2              | 6              | 67             | 87             | -       | -       | -       | -       | -       | -         | -          |
| Totale   | 16             | 0              | 34             | 50             | 508            | 2636           | -       | -       | -       | -       | -       |           |            |

Fonti: Enciclopedia del Football - A cura di Massimo Mezzetti

##### II-divisioona
| Stagione | regular season | regular season | regular season | regular season | regular season | regular season | playoff | playoff | playoff | playoff | playoff | playoff        | playoff             |
|          | Vin            | Par            | Per            | Tot            | PF             | PS             | Vin     | Per     | Tot     | PF      | PS      | risultato      | avversaria          |
| -------- | -------------- | -------------- | -------------- | -------------- | -------------- | -------------- | ------- | ------- | ------- | ------- | ------- | -------------- | ------------------- |
| 2007     | 3              | 0              | 5              | 8              | 138            | 168            | -       | -       | -       | -       | -       | -              | -                   |
| 2008     | 5              | 0              | 3              | 8              | 108            | 123            | 0       | 1       | 1       | 6       | 22      | Wild Card      | Sea City Storm      |
| 2009     | 4              | 0              | 4              | 8              | 107            | 161            | 0       | 1       | 1       | 8       | 29      | Wild Card      | Nokia Ghosthunters  |
| 2010     | 2              | 0              | 4              | 6              | 40             | 144            | -       | -       | -       | -       | -       | -              | -                   |
| 2011     | 4              | 0              | 4              | 8              | 98             | 119            | -       | -       | -       | -       | -       | -              | -                   |
| 2012     | 5              | 0              | 3              | 6              | 139            | 112            | 0       | 1       | 1       | 0       | 28      | Wild Card      | Kuopio Steelers     |
| 2013     | 4              | 0              | 2              | 6              | 110            | 63             | 0       | 1       | 1       | 0       | 20      | Wild Card      | Hämeenlinna Huskies |
| 2014     | 3              | 0              | 7              | 10             | 161            | 255            | 1       | 0       | 1       | 8       | 0       | Non retrocessi | East City Giants    |
| 2017     | 6              | 0              | 2              | 8              | 238            | 155            | 0       | 1       | 1       | 6       | 36      | Semifinale     | Hanko Sun City      |
| 2018     | 2              | 0              | 6              | 8              | 134            | 239            | -       | -       | -       | -       | -       | -              | -                   |
| 2019     | 4              | 0              | 2              | 6              | 161            | 100            | 1       | 1       | 2       | 45      | 30      | Semifinale     | Rovaniemi Nordmen   |
| 2020     | 4              | 0              | 0              | 4              | 115            | 12             | 1       | 1       | 2       | 34      | 38      | Rautamalja     | Pirkkala Spartans   |
| 2021     | 2              | 0              | 2              | 4              | 89             | 74             | -       | -       | -       | -       | -       | -              | -                   |
| 2022     | 5              | 0              | 1              | 6              | 142            | 79             | 3       | 0       | 3       | 92      | 61      | Campioni       | Pirkkala Spartans   |
| 2024     | 3              | 0              | 3              | 6              | 81             | 146            | 0       | 1       | 1       | 0       | 30      | Wild Card      | Kokkola Scorpions   |
| Totale   | 56             | 0              | 48             | 104            | 1861           | 1950           | 6       | 8       | 14      | 199     | 294     |                |                     |

Fonti: Enciclopedia del Football - A cura di Massimo Mezzetti

##### Naisten II-divisioona
| Stagione | regular season | regular season | regular season | regular season | regular season | regular season | playoff | playoff | playoff | playoff | playoff | playoff     | playoff                           |
|          | Vin            | Par            | Per            | Tot            | PF             | PS             | Vin     | Per     | Tot     | PF      | PS      | risultato   | avversaria                        |
| -------- | -------------- | -------------- | -------------- | -------------- | -------------- | -------------- | ------- | ------- | ------- | ------- | ------- | ----------- | --------------------------------- |
| 2017     | 1              | 0              | 6              | 7              | 80             | 251            | -       | -       | -       | -       | -       | -           | -                                 |
| 2023     | 6              | 0              | 0              | 6              | 328            | 58             | 1       | 0       | 1       | 46      | 8       | campionesse | Hyvinkää Falcons/Porvoon Butchers |
| Totale   | 7              | 0              | 6              | 13             | 408            | 309            | 1       | 0       | 1       | 46      | 8       |             |                                   |

Fonti: Enciclopedia del Football - A cura di Massimo Mezzetti

##### III-divisioona (a 11 giocatori)
| Stagione | regular season | regular season | regular season | regular season | regular season | regular season | playoff | playoff | playoff | playoff | playoff | playoff    | playoff      |
|          | Vin            | Par            | Per            | Tot            | PF             | PS             | Vin     | Per     | Tot     | PF      | PS      | risultato  | avversaria   |
| -------- | -------------- | -------------- | -------------- | -------------- | -------------- | -------------- | ------- | ------- | ------- | ------- | ------- | ---------- | ------------ |
| 2015     | 2              | 0              | 6              | 8              | 54             | 220            | -       | -       | -       | -       | -       | -          | -            |
| 2016     | 6              | 0              | 2              | 8              | 350            | 136            | 1       | 1       | 2       | 32      | 61      | Semifinale | Kotka Eagles |
| Totale   | 8              | 0              | 8              | 16             | 404            | 356            | 1       | 1       | 2       | 32      | 61      |            |              |

Fonti: Enciclopedia del Football - A cura di Massimo Mezzetti

##### III-divisioona (a 7 giocatori)
| Stagione | regular season | regular season | regular season | regular season | regular season | regular season | playoff | playoff | playoff | playoff | playoff | playoff   | playoff        |
|          | Vin            | Par            | Per            | Tot            | PF             | PS             | Vin     | Per     | Tot     | PF      | PS      | risultato | avversaria     |
| -------- | -------------- | -------------- | -------------- | -------------- | -------------- | -------------- | ------- | ------- | ------- | ------- | ------- | --------- | -------------- |
| 2019     | 3              | 0              | 3              | 6              | 142            | 140            | -       | -       | -       | -       | -       | -         | -              |
| 2021     | 1              | 0              | 2              | 3              | 46             | 82             | 1       | 1       | 2       | 24      | 46      | Äijämalja | Joensuu Wolves |
| 2022     | 0              | 0              | 0              | 0              | 0              | 0              | -       | -       | -       | -       | -       | -         | -              |
| Totale   | 4              | 0              | 5              | 9              | 188            | 222            | 1       | 1       | 2       | 24      | 46      |           |                |

Fonti: Enciclopedia del Football - A cura di Massimo Mezzetti

##### IV-divisioona
| Stagione | regular season | regular season | regular season | regular season | regular season | regular season | playoff | playoff | playoff | playoff | playoff | playoff     | playoff              |
|          | Vin            | Par            | Per            | Tot            | PF             | PS             | Vin     | Per     | Tot     | PF      | PS      | risultato   | avversaria           |
| -------- | -------------- | -------------- | -------------- | -------------- | -------------- | -------------- | ------- | ------- | ------- | ------- | ------- | ----------- | -------------------- |
| 2015     | 3              | 0              | 2              | 5              | 104            | 105            | 1       | 1       | 2       | 28      | 62      | Terzo posto | Joensuu Wolves       |
| 2016     | 1              | 0              | 5              | 6              | 24             | 224            | -       | -       | -       | -       | -       | -           | -                    |
| 2017     | 4              | 0              | 2              | 6              | 142            | 118            | 1       | 1       | 2       | 38      | 38      | Terzo posto | Malmi Blaze          |
| 2018     | 6              | 0              | 0              | 6              | 214            | 108            | 2       | 0       | 2       | 54      | 34      | Campioni    | Oulu Northern Lights |
| Totale   | 14             | 0              | 9              | 23             | 484            | 555            | 4       | 2       | 4       | 120     | 134     |             |                      |

Fonti: Enciclopedia del Football - A cura di Massimo Mezzetti

### Tornei internazionali

#### European Football League (1986-2013)
| Stagione | regular season | regular season | regular season | regular season | regular season | regular season | playoff | playoff | playoff | playoff | playoff | playoff   | playoff    |
|          | Vin            | Par            | Per            | Tot            | PF             | PS             | Vin     | Per     | Tot     | PF      | PS      | risultato | avversaria |
| -------- | -------------- | -------------- | -------------- | -------------- | -------------- | -------------- | ------- | ------- | ------- | ------- | ------- | --------- | ---------- |
| 2007     | 0              | 0              | 2              | 2              | 6              | 68             | -       | -       | -       | -       | -       | -         | -          |
| 2012     | 0              | 0              | 2              | 2              | 42             | 101            | -       | -       | -       | -       | -       | -         | -          |
| 2013     | 0              | 0              | 2              | 2              | 50             | 69             | -       | -       | -       | -       | -       | -         | -          |
| Totale   | 0              | 0              | 6              | 6              | 98             | 238            | -       | -       | -       | -       | -       |           |            |

Fonti: Enciclopedia del Football - A cura di Massimo Mezzetti

### Riepilogo fasi finali disputate
| Anno               | Luogo       | Evento                | Fase del torneo      | Incontro                                                     | Risultato     |
| 2008               |             | II-divisioona         | Wild Card            | Sea City Storm - Helsinki Wolverines II                      | 22 - 6        |
| 22 agosto 2009     |             | II-divisioona         | Wild Card            | Nokia Ghosthunters - Helsinki Wolverines II                  | 29 - 8        |
| 2 settembre 2012   | Kuopio      | II-divisioona         | Wild Card            | Kuopio Steelers - Helsinki Wolverines II                     | 28 - 0        |
| 10 agosto 2013     | Hämeenlinna | II-divisioona         | Wild Card            | Hämeenlinna Huskies - Helsinki Wolverines II                 | 20 - 0        |
| 31 agosto 2013     | Helsinki    | Vaahteraliiga         | Vaahteramalja        | Helsinki Roosters - Helsinki Wolverines                      | 52 - 31       |
| 30 agosto 2014     | Helsinki    | II-divisioona         | Playout              | Helsinki Wolverines II - East City Giants                    | 8 - 0         |
| 1º agosto 2015     | Rusko       | IV-divisioona         | Finale 3º - 4º posto | Helsinki Wolverines Pink - Joensuu Wolves                    | 28 - 18       |
| 15 agosto 2015     | Hämeenlinna | I-divisioona          | Semifinale           | Hämeenlinna Huskies - Helsinki Wolverines                    | 34 - 19       |
| 20 agosto 2016     | Helsinki    | I-divisioona          | Spagettimalja        | Helsinki Wolverines - Hämeenlinna Huskies                    | 34 - 49       |
| 21 agosto 2016     | Kotka       | III-divisioona        | Semifinale           | Kotka Eagles - Helsinki Wolverines II                        | 49 - 0        |
| 19 agosto 2017     | Helsinki    | II-divisioona         | Semifinale           | Helsinki Wolverines Blue - Hanko Sun City                    | 6 - 36        |
| 2 settembre 2017   | Kuopio      | I-divisioona          | Spagettimalja        | Kuopio Steelers - Helsinki Wolverines                        | 70 - 46       |
| 2 settembre 2017   | Vantaa      | Naisten Vaahteraliiga | Finale               | Helsinki Roosters - Helsinki Wolverines                      | 6 - 17        |
| 2 settembre 2017   | Lahti       | IV-divisioona         | Finale 3º - 4º posto | Helsinki Wolverines Pink - Malmi Blaze                       | 38 - 18       |
| 18 agosto 2018     | Vantaa      | Naisten Vaahteraliiga | Finale               | Helsinki Wolverines - Sankt Petersburg Valkyries             | 55 - 12       |
| 26 agosto 2018     | Helsinki    | IV-divisioona         | Äijämalja            | Helsinki Wolverines Pink - Oulu Northern Lights              | 22 - 20       |
| 1º settembre 2018  | Helsinki    | I-divisioona          | Spagettimalja        | Helsinki Wolverines - Kotka Eagles                           | 42 - 8        |
| 1º settembre 2019  | Vantaa      | Naisten Vaahteraliiga | Finale               | Helsinki Wolverines - Sankt Petersburg Valkyries             | 47 - 8        |
| 1º settembre 2019  | Rovaniemi   | II-divisioona         | Semifinale           | Rovaniemi Nordmen - Helsinki Wolverines Blue                 | 30 - 0 d.g.s. |
| 6 settembre 2019   | Kuopio      | Vaahteraliiga         | Semifinale           | Kuopio Steelers - Helsinki Wolverines                        | 21 - 17       |
| 5 settembre 2020   | Espoo       | Naisten Vaahteraliiga | Finale               | Tampere Saints - Helsinki Wolverines                         | 0 - 28        |
| 29 agosto 2020     | Pirkkala    | II-divisioona         | Rautamalja           | Pirkkala Spartans - Helsinki Wolverines Blue                 | 21 - 13       |
| 12 settembre 2020  | Lahti       | Vaahteraliiga         | Vaahteramalja        | Kuopio Steelers - Helsinki Wolverines                        | 21 - 0        |
| 4-5 settembre 2021 | Liperi      | III-divisioona        | Äijämalja            | Joensuu Wolves - Helsinki Wolverines Pink                    | 32 - 8        |
| 4 settembre 2021   | Vantaa      | Naisten Vaahteraliiga | Finale               | Turku Trojans - Helsinki Wolverines                          | 17 - 14       |
| 20 agosto 2022     | Pirkkala    | II-divisioona         | Rautamalja           | Pirkkala Spartans - Helsinki Wolverines Blue                 | 3 - 14        |
| 3 settembre 2022   | Vantaa      | Naisten Vaahteraliiga | Finale               | Helsinki Wolverines - Turku Trojans                          | 0 - 23        |
| 3 settembre 2022   | Vantaa      | Vaahteraliiga         | Semifinale           | Helsinki Wolverines - Seinäjoki Crocodiles                   | 21 - 28       |
| 4 agosto 2023      | Helsinki    | Naisten II-divisioona | Finale               | Helsinki Wolverines Blue - Hyvinkää Falcons/Porvoon Butchers | 46 - 8        |
| 12 agosto 2023     | Vantaa      | Naisten Vaahteraliiga | Finale               | Turku Trojans - Helsinki Wolverines                          | 8 - 7         |
| 9 agosto 2024      | Kokkola     | II-divisioona         | Wild Card            | Kokkola Scorpions - Helsinki Wolverines Blue                 | 30 - 0        |
| 10 agosto 2024     | Vantaa      | Naisten Vaahteraliiga | Finale               | Turku Trojans - Helsinki Wolverines                          | 33 - 0        |

## Palmarès
- 1 Vaahteramalja (2011)
- 4 Naisten Vaahteraliiga (2017-2020)
- 2 Spaghettimalja (2000, 2018)
- 1 Rautamalja (2022)
- 1 Naisten II-divisioona (2023)
- 1 Äijämalja (2018)
- 2 Campionati Under-19 a 11 (2004, 2006)
- 2 Campionati Under-17 a 11 (2002, 2003)
- 3 Campionati Under-15 a 7 (2014, 2015, 2017)